# Plaza Albert Einstein
La plaza Albert Einstein es un espacio público en Entrada a la Academia Israelí de Ciencias y Humanidades en Jerusalén, Israel, llamada así por el físico alemán Albert Einstein. La plaza está al sudoeste de la ciudad vieja y es donde se ubican algunas organizaciones e instituciones de importancia nacional de educación superior .
El Consejo de Educación Superior en Israel, La Academia de Ciencias y Humanidades de Israel,  y el Instituto Van Leer de Jerusalén se encuentran aquí . También está cerca de Al sur se encuentra el Teatro de Jerusalén y al suroeste esta la residencia del Presidente de Israel.  Además, al suroeste se encuentra el Museo de Arte Islámico y al norte se encuentra la Tumba de Jasón.